# Joakim Nyström
Joakim Nyström (* 20. Februar 1963 in Skellefteå) ist ein ehemaliger schwedischer Tennisspieler und später Tennistrainer.

## Karriere
Nyström gewann in seiner Profikarriere 13 Einzel- und acht Doppeltitel, darunter 1986 im Einzel die Monte Carlo Masters und die Indian Wells Masters sowie 1987 im Einzel die Swedish Open. Sein größter Doppelerfolg war der Titelgewinn 1986 in Wimbledon mit Mats Wilander. Seine besten Platzierungen in der Tennis-Weltrangliste erreichte er 1986 mit Position 7 im Einzel und Position 4 im Doppel. 1985 und 1987 gewann er mit Schweden den Davis Cup.
1989 beendete Joakim Nyström, wegen anhaltender Knieprobleme, seine Tenniskarriere. Ab 2007 war er Trainer von Jürgen Melzer. Außerdem trainierte er Jarkko Nieminen, Jack Sock und das kurzzeitige Tennistalent Carl Söderlund.

## Erfolge
| Legende                       |
| Grand Slam (1)                |
| Tennis Masters Cup            |
| ATP Masters Series (2)        |
| ATP International Series Gold |
| ATP International Series (18) |
| ATP Challenger Tour (1)       |

### Einzel

#### Turniersiege
| Nr. | Datum             | Turnier        | Belag         | Finalgegner    | Ergebnis           |
| --- | ----------------- | -------------- | ------------- | -------------- | ------------------ |
| 1.  | 18. Dezember 1983 | Sydney         | Rasen         | Mike Bauer     | 2:6, 6:3, 6:1      |
| 2.  | 15. Juli 1984     | Gstaad         | Sand          | Brian Teacher  | 6:4, 6:2           |
| 3.  | 6. August 1984    | North Conway   | Sand          | Tim Wilkison   | 6:2, 7:5           |
| 4.  | 14. Oktober 1984  | Basel          | Teppich (i)   | Tim Wilkison   | 6:3, 3:6, 6:4, 6:2 |
| 5.  | 21. Oktober 1984  | Köln           | Hartplatz (i) | Miloslav Mečíř | 7:6, 6:2           |
| 6.  | 12. Mai 1985      | München        | Sand          | Hans Schwaier  | 6:1, 6:0           |
| 7.  | 14. Juli 1985     | Gstaad         | Sand          | Andreas Maurer | 6:4, 1:6, 7:5, 6:3 |
| 8.  | 9. Februar 1986   | Toronto Indoor | Teppich (i)   | Milan Šrejber  | 6:1, 6:4           |
| 9.  | 2. März 1986      | La Quinta      | Hartplatz     | Yannick Noah   | 6:1, 6:3, 6:2      |
| 10. | 30. März 1986     | Rotterdam      | Teppich (i)   | Anders Järryd  | 6:0, 6:3           |
| 11. | 27. April 1986    | Monte Carlo    | Sand          | Yannick Noah   | 6:3, 6:2           |
| 12. | 4. Mai 1986       | Madrid         | Sand          | Kent Carlsson  | 6:1, 6:1           |
| 13. | 2. August 1987    | Båstad         | Sand          | Stefan Edberg  | 4:6, 6:0, 6:3      |

#### Finalteilnahmen
| Nr. | Datum             | Turnier   | Belag       | Finalgegner     | Ergebnis                |
| --- | ----------------- | --------- | ----------- | --------------- | ----------------------- |
| 1.  | 16. Mai 1983      | München   | Sand        | Tomáš Šmíd      | 0:6, 3:6, 6:4, 6:2, 5:7 |
| 2.  | 1. Oktober 1984   | Barcelona | Sand        | Mats Wilander   | 6:7, 4:6, 6:0, 2:6      |
| 3.  | 9. September 1985 | Palermo   | Sand        | Thierry Tulasne | 3:6, 1:6                |
| 4.  | 10. März 1986     | Mailand   | Teppich (i) | Ivan Lendl      | 2:6, 2:6, 4:6           |
| 5.  | 2. Februar 1987   | Lyon      | Teppich (i) | Yannick Noah    | 4:6, 5:7                |

### Doppel

#### Turniersiege

##### ATP Tour
| Nr. | Datum              | Turnier        | Belag       | Doppelpartner    | Finalgegner                         | Ergebnis      |
| --- | ------------------ | -------------- | ----------- | ---------------- | ----------------------------------- | ------------- |
| 1.  | 17. Juli 1983      | Båstad         | Sand        | Mats Wilander    | Anders Järryd Hans Simonsson        | 1:6, 7:6, 7:6 |
| 2.  | 27. Januar 1985    | Philadelphia   | Teppich (i) | Mats Wilander    | Wojciech Fibak Sandy Mayer          | 3:6, 6:2, 6:2 |
| 3.  | 15. September 1985 | Palermo        | Sand        | Colin Dowdeswell | Sergio Casal Emilio Sánchez Vicario | 6:4, 6:7, 7:6 |
| 4.  | 9. Februar 1986    | Toronto Indoor | Teppich (i) | Wojciech Fibak   | Christo Steyn Danie Visser          | 6:3, 7:6      |
| 5.  | 4. Mai 1986        | Madrid         | Sand        | Anders Järryd    | Jesús Colás David de Miguel         | 6:2, 6:2      |
| 6.  | 6. Juli 1986       | Wimbledon      | Rasen       | Mats Wilander    | Gary Donnelly Peter Fleming         | 7:6, 6:3, 6:3 |
| 7.  | 22. September 1986 | Barcelona      | Sand        | Jan Gunnarsson   | Carlos di Laura Claudio Panatta     | 6:3, 6:4      |
| 8.  | 31. Juli 1988      | Bordeaux       | Sand        | Claudio Panatta  | Christian Miniussi Diego Nargiso    | 6:1, 6:4      |

##### Challenger Tour
| Nr. | Datum              | Turnier | Belag | Doppelpartner  | Finalgegner                          | Ergebnis |
| --- | ------------------ | ------- | ----- | -------------- | ------------------------------------ | -------- |
| 1.  | 18. September 1989 | Messina | Sand  | Magnus Larsson | Massimo Cierro Alessandro De Minicis | 6:1, 6:1 |

#### Finalteilnahmen
| Nr. | Datum              | Turnier         | Belag       | Doppelpartner   | Finalgegner                         | Ergebnis                |
| --- | ------------------ | --------------- | ----------- | --------------- | ----------------------------------- | ----------------------- |
| 1.  | 12. Juli 1982      | Båstad          | Sand        | Mats Wilander   | Anders Järryd Hans Simonsson        | 6:0, 3:6, 6:7           |
| 2.  | 19. September 1983 | Genf            | Sand        | Mats Wilander   | Stanislav Birner Blaine Willenborg  | 1:6, 6:2, 3:6           |
| 3.  | 15. Oktober 1984   | Köln            | Sand        | Jan Gunnarsson  | Wojciech Fibak Sandy Mayer          | 1:6, 3:6                |
| 4.  | 26. November 1984  | Australian Open | Rasen       | Mats Wilander   | Mark Edmondson Sherwood Stewart     | 2:6, 2:6, 5:7           |
| 5.  | 19. August 1985    | Cincinnati      | Hartplatz   | Mats Wilander   | Anders Järryd Hans Simonsson        | 6:4, 2:6, 3:6           |
| 6.  | 13. Januar 1986    | Masters         | Teppich (i) | Mats Wilander   | Stefan Edberg Anders Järryd         | 1:6, 6:7                |
| 7.  | 21. April 1986     | Monte Carlo     | Sand        | Mats Wilander   | Guy Forget Yannick Noah             | 4:6, 6:3, 4:6           |
| 8.  | 7. Juli 1986       | Gstaad          | Sand        | Stefan Edberg   | Sergio Casal Emilio Sánchez         | 3:6, 6:3, 3:6           |
| 9.  | 25. August 1986    | US Open         | Hartplatz   | Mats Wilander   | Andrés Gómez Slobodan Živojinović   | 6:4, 3:6, 3:6, 6:4, 3:6 |
| 10. | 6. Juli 1987       | Boston          | Sand        | Mats Wilander   | Hans Gildemeister Andrés Gómez      | 6:7, 6:3, 1:6           |
| 11. | 13. Juli 1987      | Indianapolis    | Sand        | Mats Wilander   | Laurie Warder Blaine Willenborg     | 0:6, 3:6                |
| 12. | 7. August 1988     | Kitzbühel       | Sand        | Claudio Panatta | Sergio Casal Emilio Sánchez Vicario | 4:6, 6:7                |